# Gilberto de Mons
Gilberto de Mons (aprox. 1150-1225) fue el cronista flamenco cuya Chronicon Hanoniense (Crónica de Henao) es una esencial fuente para los acontecimientos que afectaron a su protector Balduino V de Henao.
Gilberto se convirtió en un clérigo, y obtuvo los cargos de decano de las iglesias de San Germán en Mons y San Alban en Namur, además de varios otros nombramientos eclesiásticos. En documentos oficiales es descrito como capellán, canciller o notario, del conde Balduino V de Henao, que lo empleó en negocios importantes. Después de 1200 Gilberto escribió el Chronicon Hanoniense, la historia de Henao y de las tierras vecinas desde aproximadamente 1050 hasta 1195, lo cual es especialmente valioso para la parte final del siglo XII. Aparte de la información que proporciona sobre la vida y época de Balduino, Gilberto proporciona información importante acerca de las personas y los asuntos dentro de Francia y el Imperio, en particular del conde Felipe de Flandes, Felipe Augusto de Francia y el emperador Federico I Barbarroja. Gilberto hace referencia a los matrimonios nobles haciendo de la crónica una fuente insustituible de información genealógica, y de paso da detalles de los cruzados, la política, las mujeres nobles, las vidas de los santos, las relaciones entre el señor y el arrendatario, tradiciones y costumbres y asuntos especialmente militares, con detallados relatos de los asedios, las campañas y torneos.